# Hannebachita
La hannebachita és un mineral de la classe dels òxids. Rep el nom de la localitat de Hannebach, a Alemanya, la seva localitat tipus.

## Característiques
La hannebachita és un sulfit de fórmula química CaSO₃·H₂O. Va ser aprovada com a espècie vàlida per l'Associació Mineralògica Internacional l'any 1983. Cristal·litza en el sistema ortoròmbic. La seva duresa a l'escala de Mohs és 3,5.
Segons la classificació de Nickel-Strunz, la hannebachita pertany a «04.JE - Sulfits» juntament amb els següents minerals: gravegliaïta, orschallita i scotlandita.

## Formació i jaciments
Va ser descoberta a la localitat de Hannebach, a Spessart, dins el districte d'Ahrweiler (Renània-Palatinat, Alemanya). També ha estat descrita en altres indrets d'Alemanya, així com a Àustria, França, Hongria, Polònia i el Canadà.